# 애니콜 소울
애니콜 소울(Anycall Soul)은 삼성전자에서 2008년 6월 19일에 출시한 휴대 전화이다. 삼성 U900의 대한민국용 제품이다. 대한민국 출시 당시 뱅앤올룹슨 스피커가 빠지는 등 스펙다운 논란에 휩싸인 적이 있다. 좋좋

## 모델별 차이
각 모델별 차이는 아래와 같다.
| 모델명      | 통신사     | 기타                 |
| ----------- | ---------- | -------------------- |
| SCH-W590    | SK텔레콤   |                      |
| SPH-W5900   | KT         |                      |
| SPH-W5950   | LG유플러스 |                      |
| SCH-W590IL  | SK텔레콤   | 베이징 올림픽 에디션 |
| SPH-W5900IL | KT         | 베이징 올림픽 에디션 |
| SPH-W5950IL | LG유플러스 | 베이징 올림픽 에디션 |